# Neorenesans
Neorenesans – nurt w architekturze XIX-wiecznego historyzmu, nawiązujący formalnie do architektury renesansowej. W krajach Europy Środkowej nawiązywano przede wszystkim do tzw. renesansu północnego.
Teoretyczny grunt dla rozwoju neorenesansu został przygotowany już na początku XIX w. przez publikacje Jeana-Nicholasa-Louisa Duranda (Précis des leçons d’architecture données à l’École royale polytechnique, lata 1802–1805) oraz Auguste-Henri-Victora Grandjean de Montigny’ego (Architecture toscane: palais, maisons, églises et autres édifices publics et privés principalement des 15e, 16e et 17e siècles). Do najwcześniejszych budowli wzorowanych na renesansie rzymskim należy zabudowa Rue de Rivoli w Paryżu, projektu Charlesa Perciera i Pierre’a Fontaine’a.
W Monachium od drugiego dziesięciolecia XIX w. zaczął powstawać szereg budynków projektu Leo von Klenzego, w większości nawiązujących do renesansu florenckiego i rzymskiego (np. pałac książąt Leuchtenberg, wzorowany na rzymskim Palazzo Farnese). Liczne nawiązania do renesansu pojawiły się również w zabudowie Ludwigstraße w Monachium, uważanej jednak za realizację w stylu arkadowym.
Kolejne wczesne realizacje w tym stylu powstały w Londynie. Są to siedziby dwóch klubów: Traveller’s Club (budowa ukończona w 1832 r.) i Reform Club (1837–1841), obie zaprojektowane przez Charlesa Barry’ego.
Neorenesans osiągnął największe znaczenie między 1870 i 1890. Formy neorenesansowe były uważane przez architektów ścisłego historyzmu za wiążące, w odróżnieniu od historyzmu romantycznego, który dopuszczał swobodną interpretację. Odwołanie do stylu historycznego odnosiło się jednak najczęściej jedynie do elewacji. Neorenesans był propagowany m.in. przez niemieckiego architekta Gottfrieda Sempera.
W stylu neorenesansowym wznoszono przede wszystkim obiekty użyteczności publicznej, takie jak banki, ratusze czy szkoły, jak również wiele kamienic czynszowych. Styl dotyczył także urządzania wnętrz. Największy zespół architektury neorenesansowej znajduje się w Wiedniu, m.in. większa część budowli Ringu.
Równolegle z neorenesansem rozwijał się neobarok, który około 1885 osiągnął równe mu znaczenie. Około 1900 neorenesans wychodzi ostatecznie z mody. Przykładem architektury okresu schyłkowego jest powstały w latach 1906–1911 w Szczecinie budynek rejencji szczecińskiej, obecnie użytkowany jako urząd województwa zachodniopomorskiego.

## Galeria

### Świat

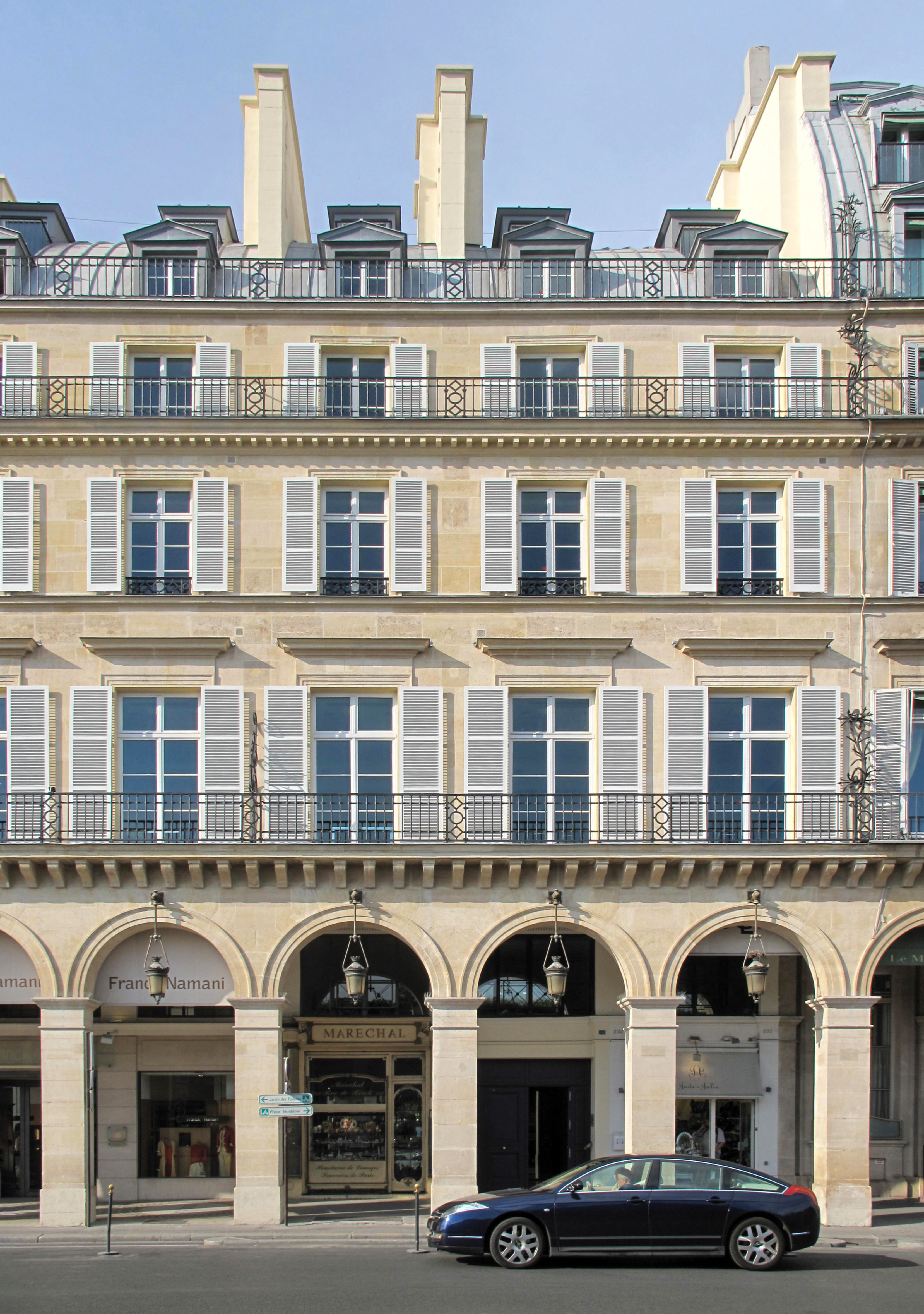
Rue de Rivoli, Paryż, budowa rozpoczęta w 1802 r., proj. Charles Percier i Pierre François Louis Fontaine
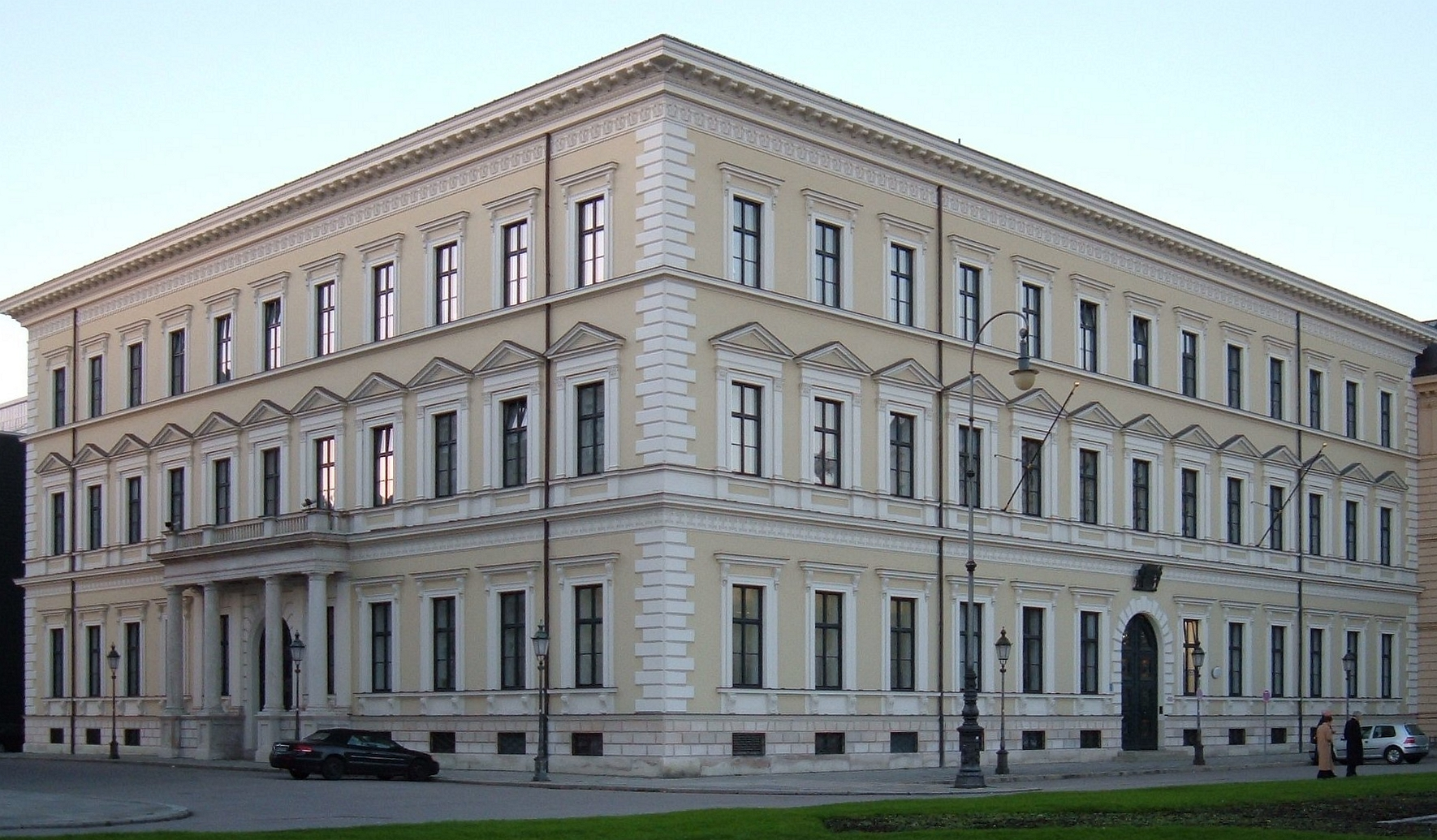
Pałac książąt Leuchtenberg, Monachium, 1817–1821, proj. Leo von Klenze
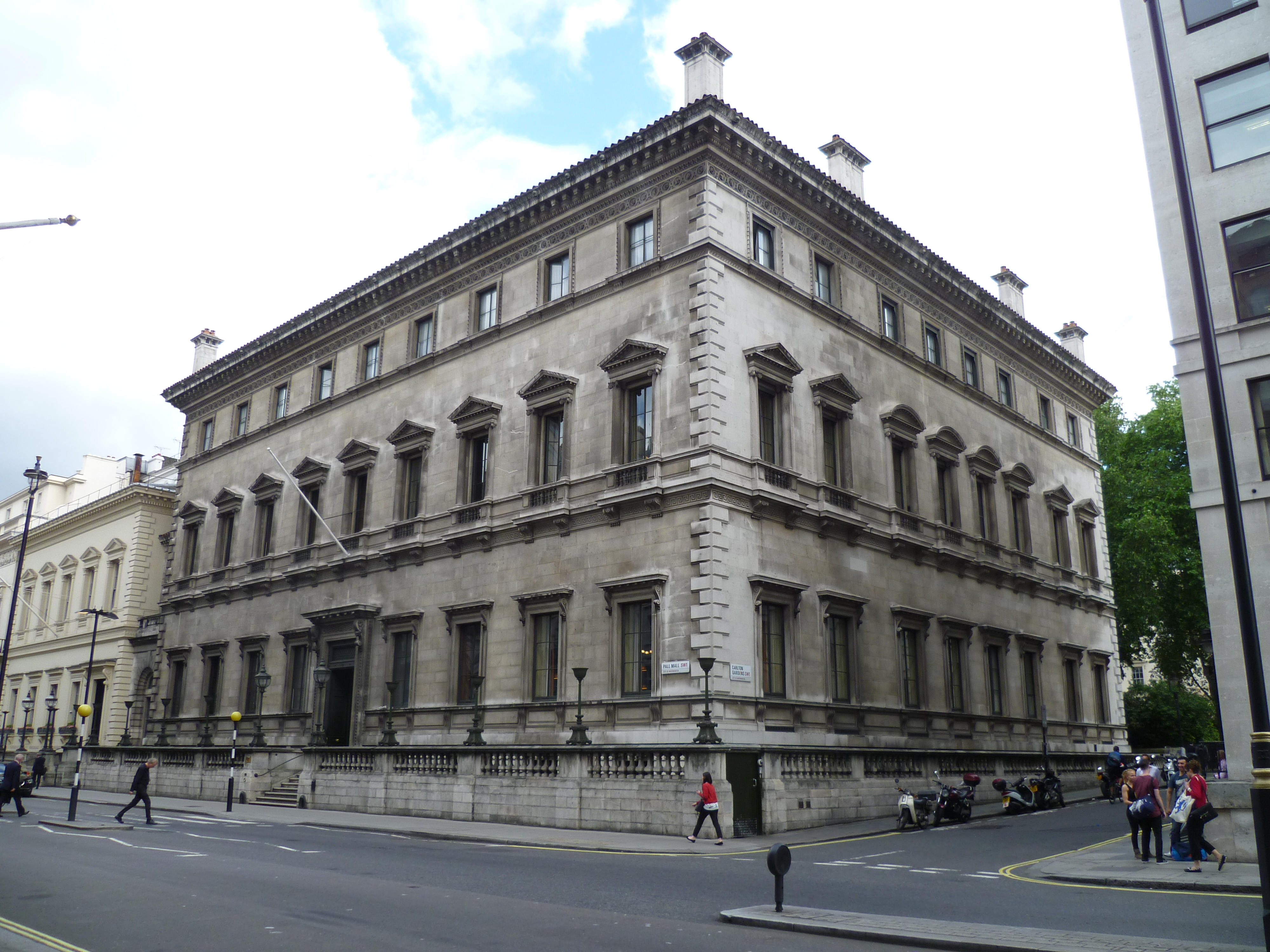
Siedziba Reform Club, Pall Mall, Londyn, 1837–1841, proj. Charles Barry
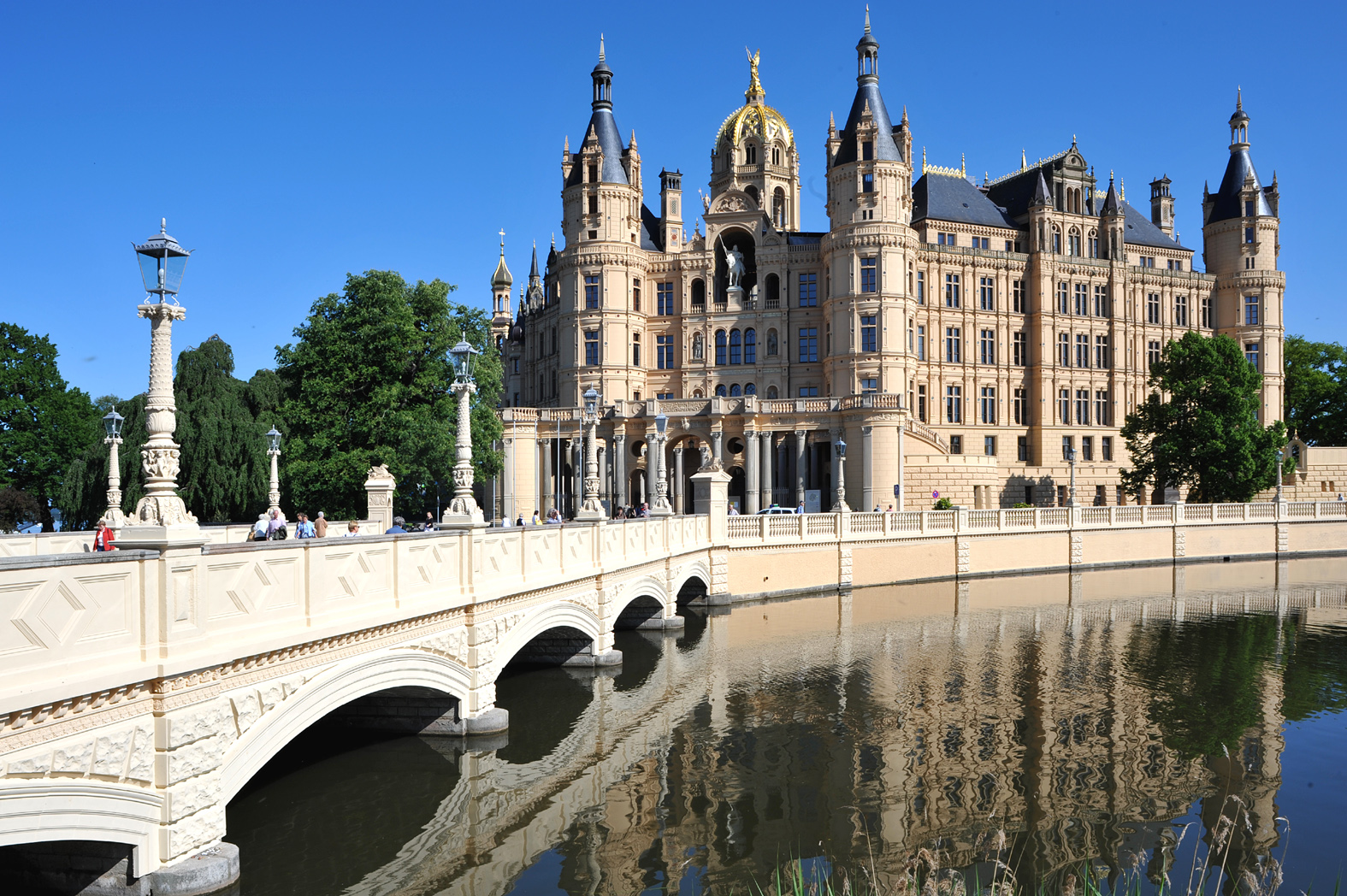
Pałac w Schwerin, 1845–1857
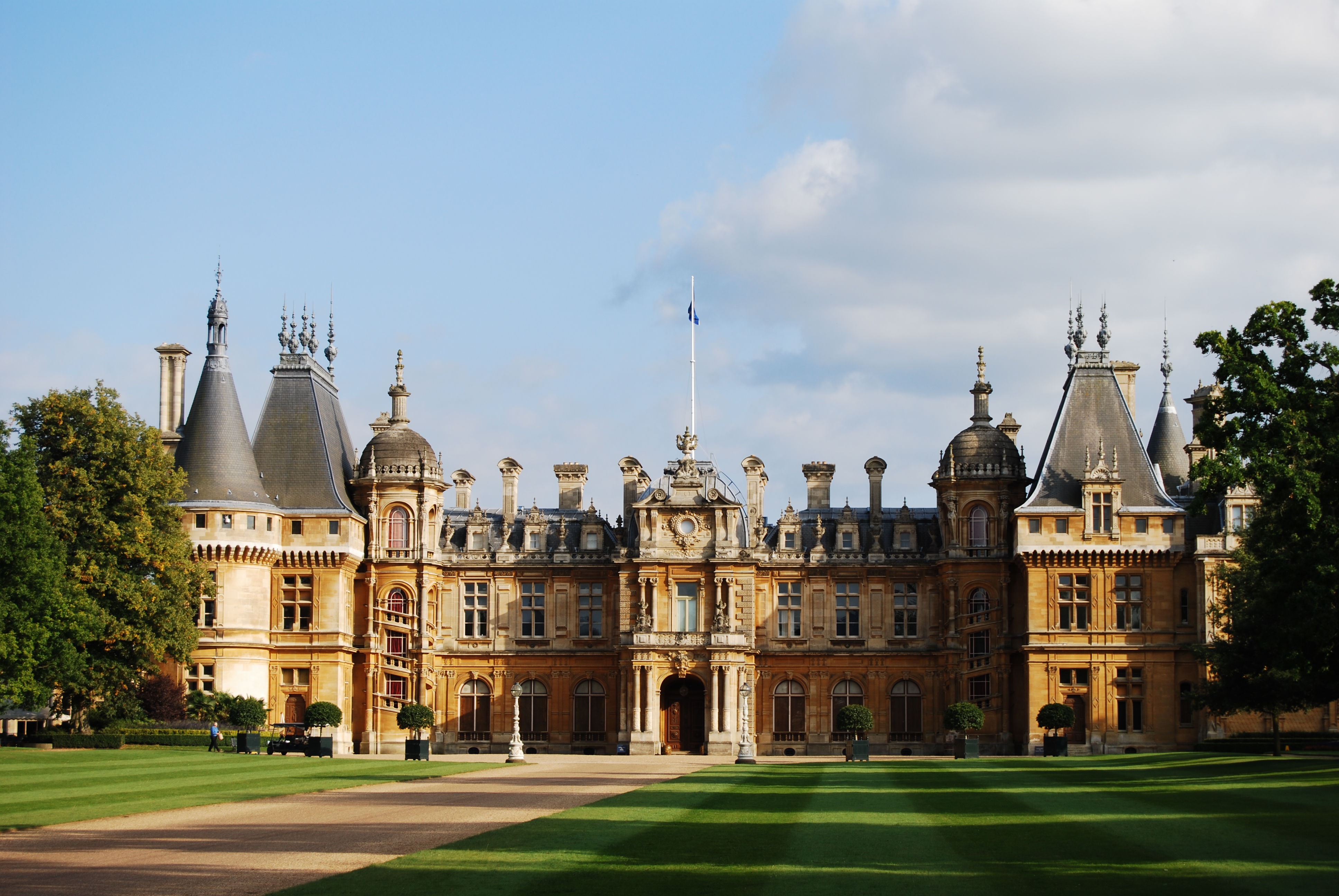
Pałac Jacoba Rotschilda w Waddesdon, 1874–1889

### Polska

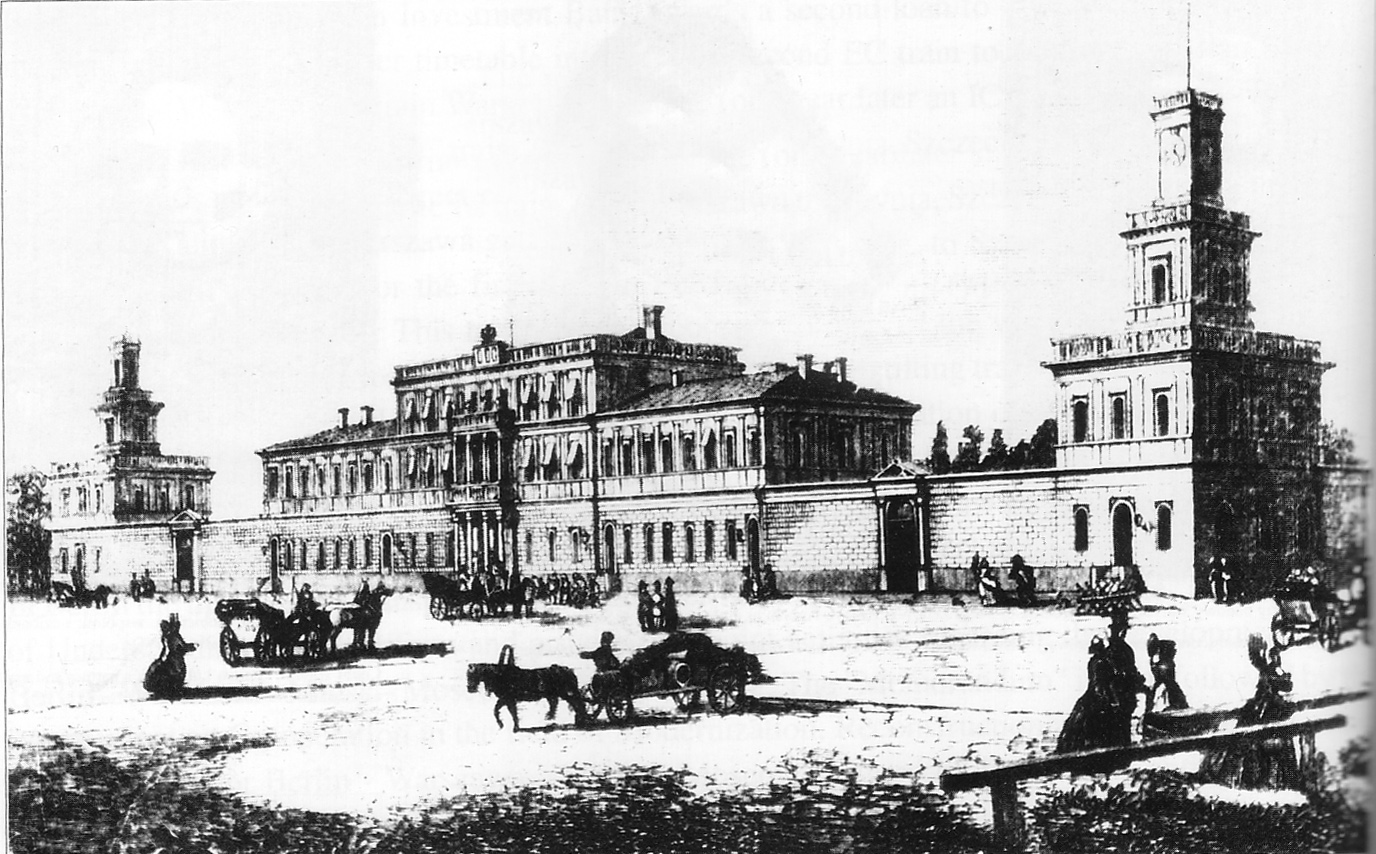
Dworzec kolei Warszawsko-Wiedeńskiej w Warszawie, proj. H. Marconi
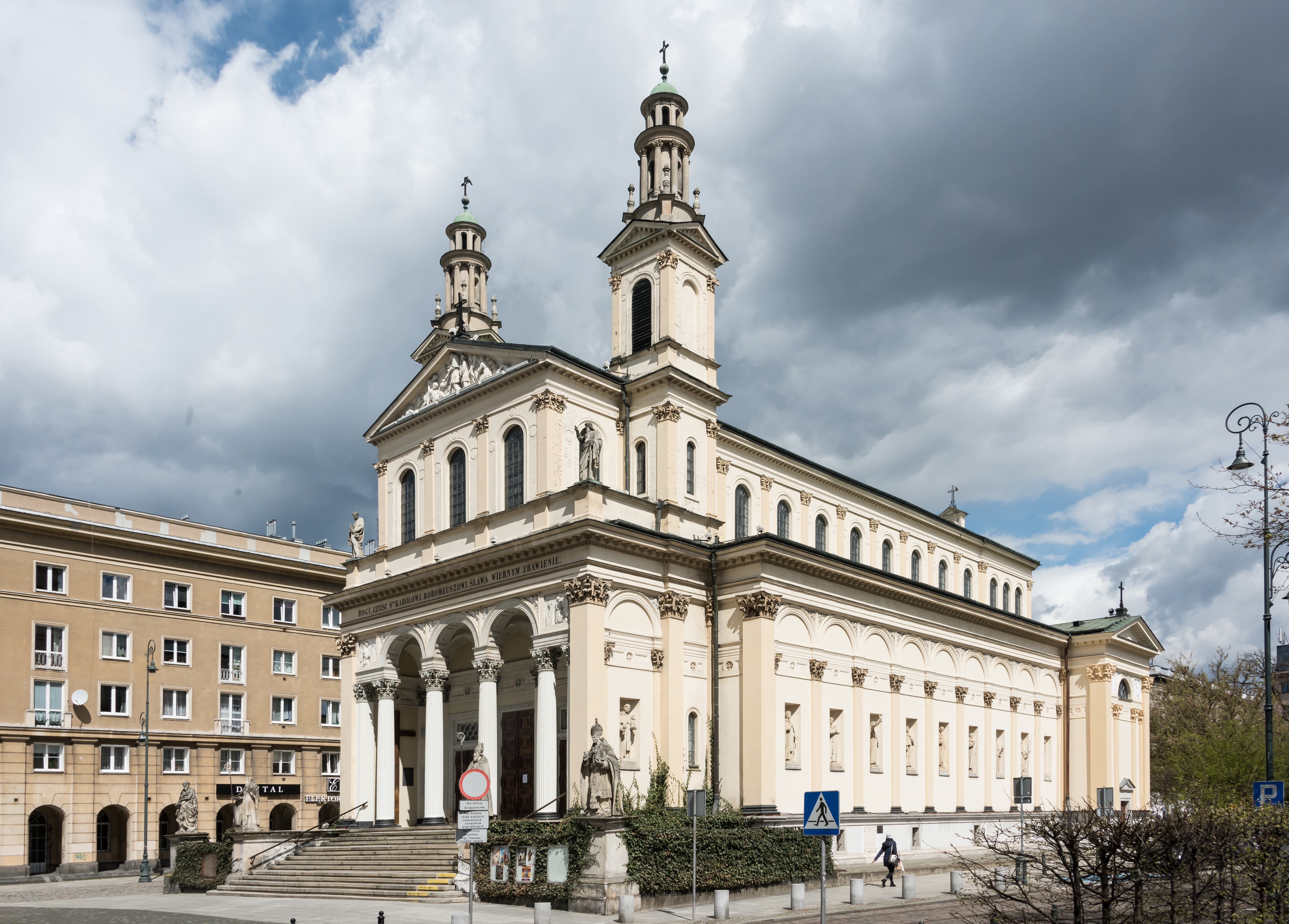
Kościół św. Karola Boromeusza w Warszawie, proj. H. Marconi
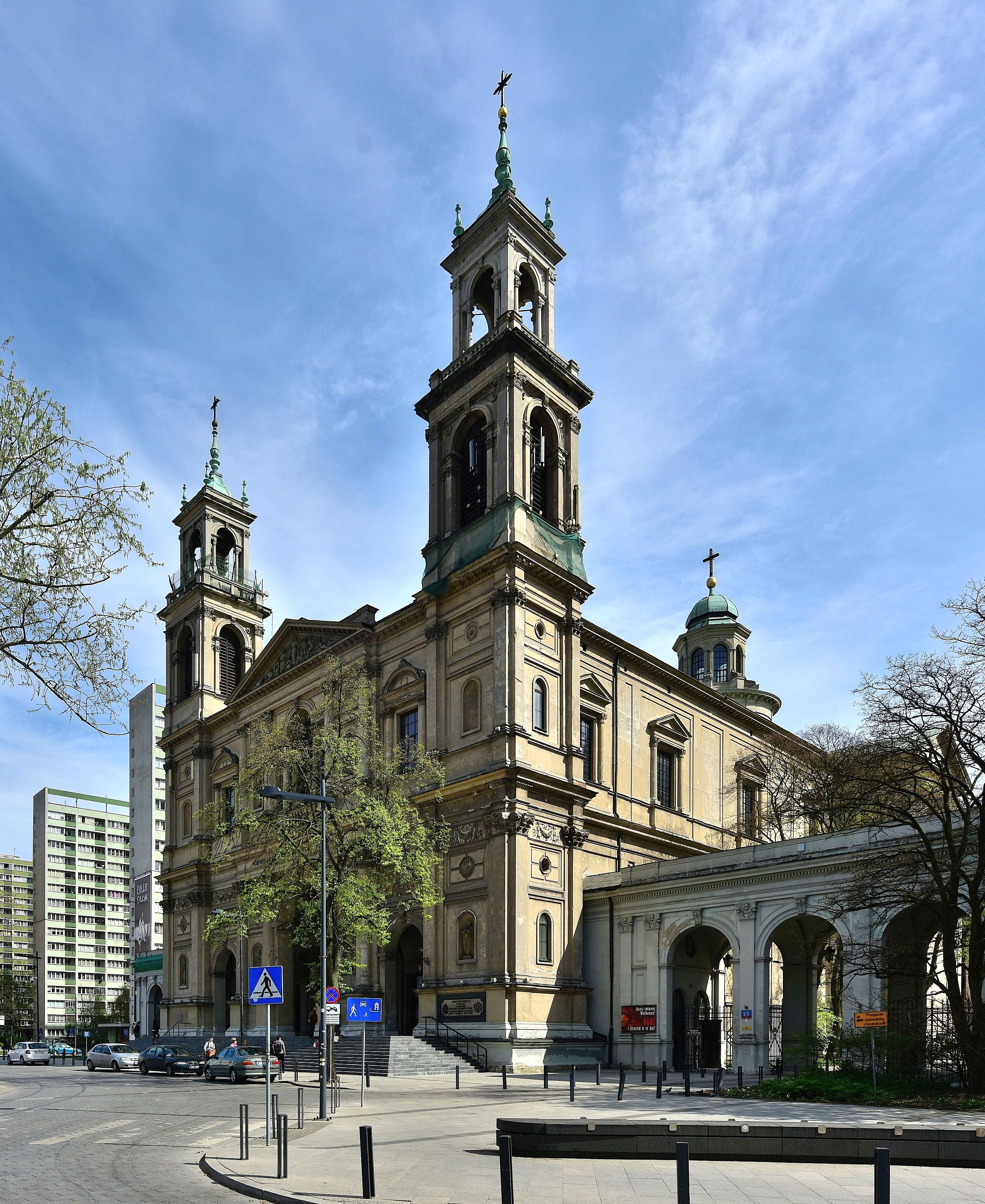
Kościół Wszystkich Świętych w Warszawie, proj. H. Marconi
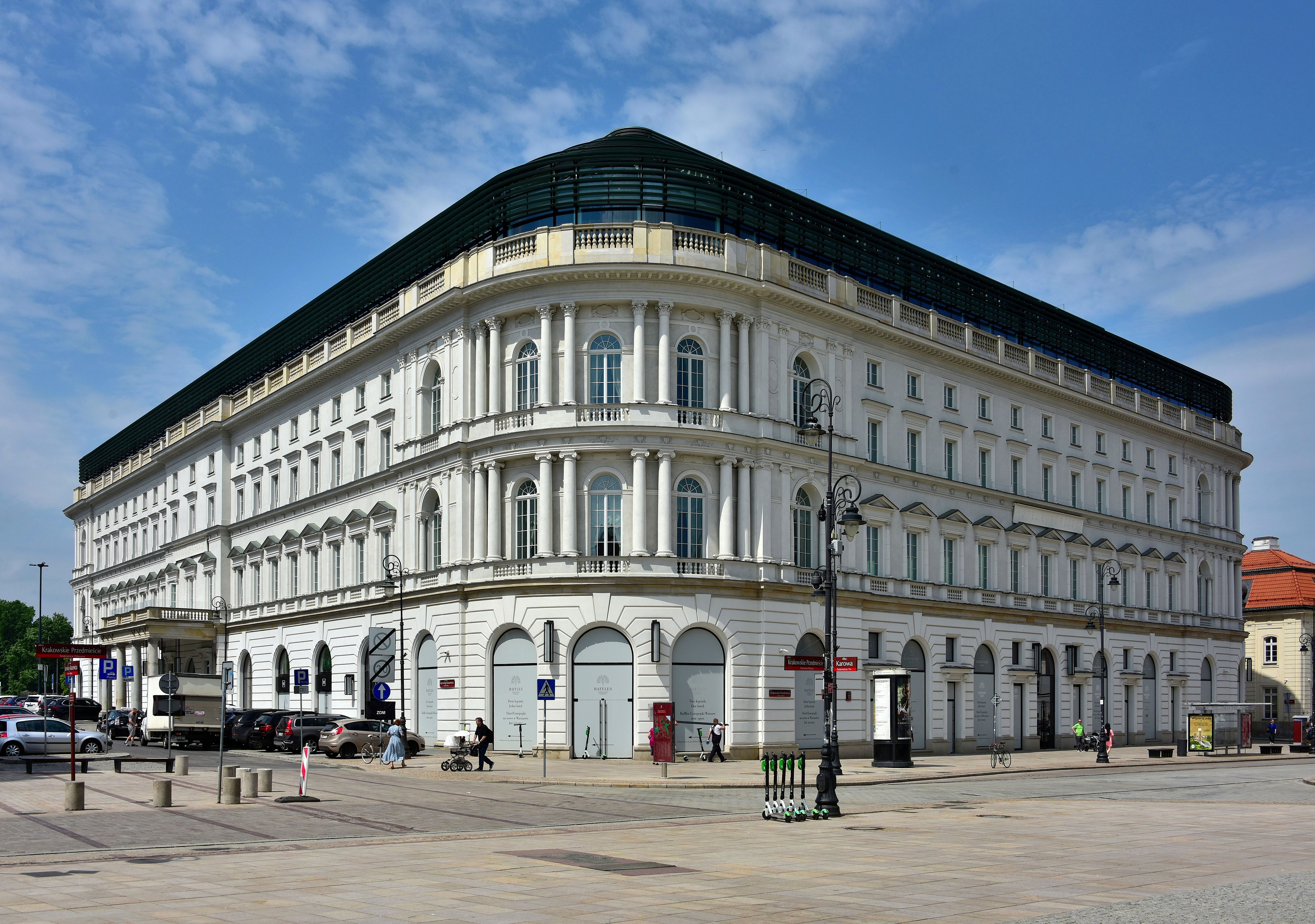
Hotel Europejski w Warszawie, proj. H. Marconi
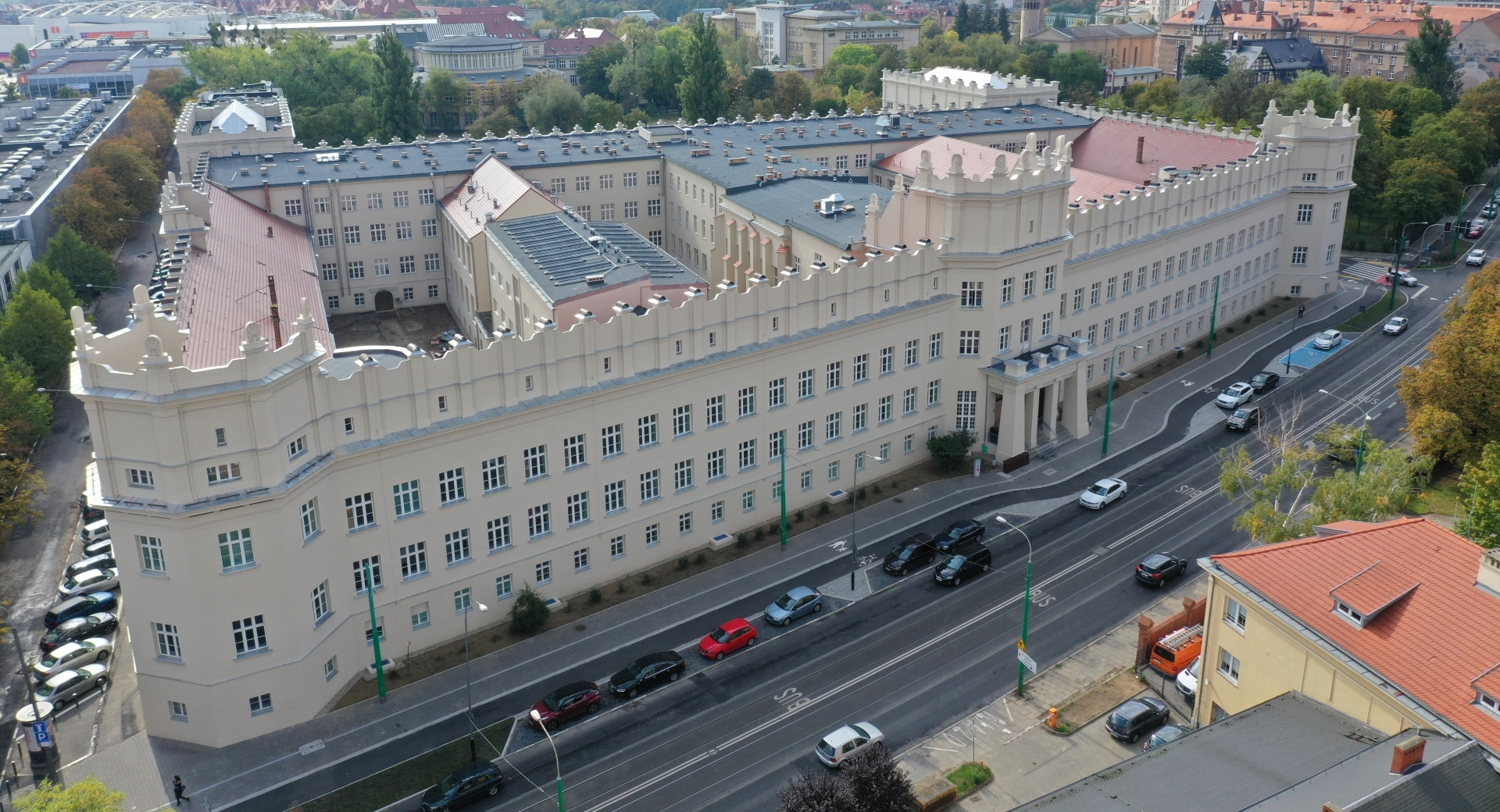
Collegium Chemicum w Poznaniu proj. E. Madurowicz i R. Sławski
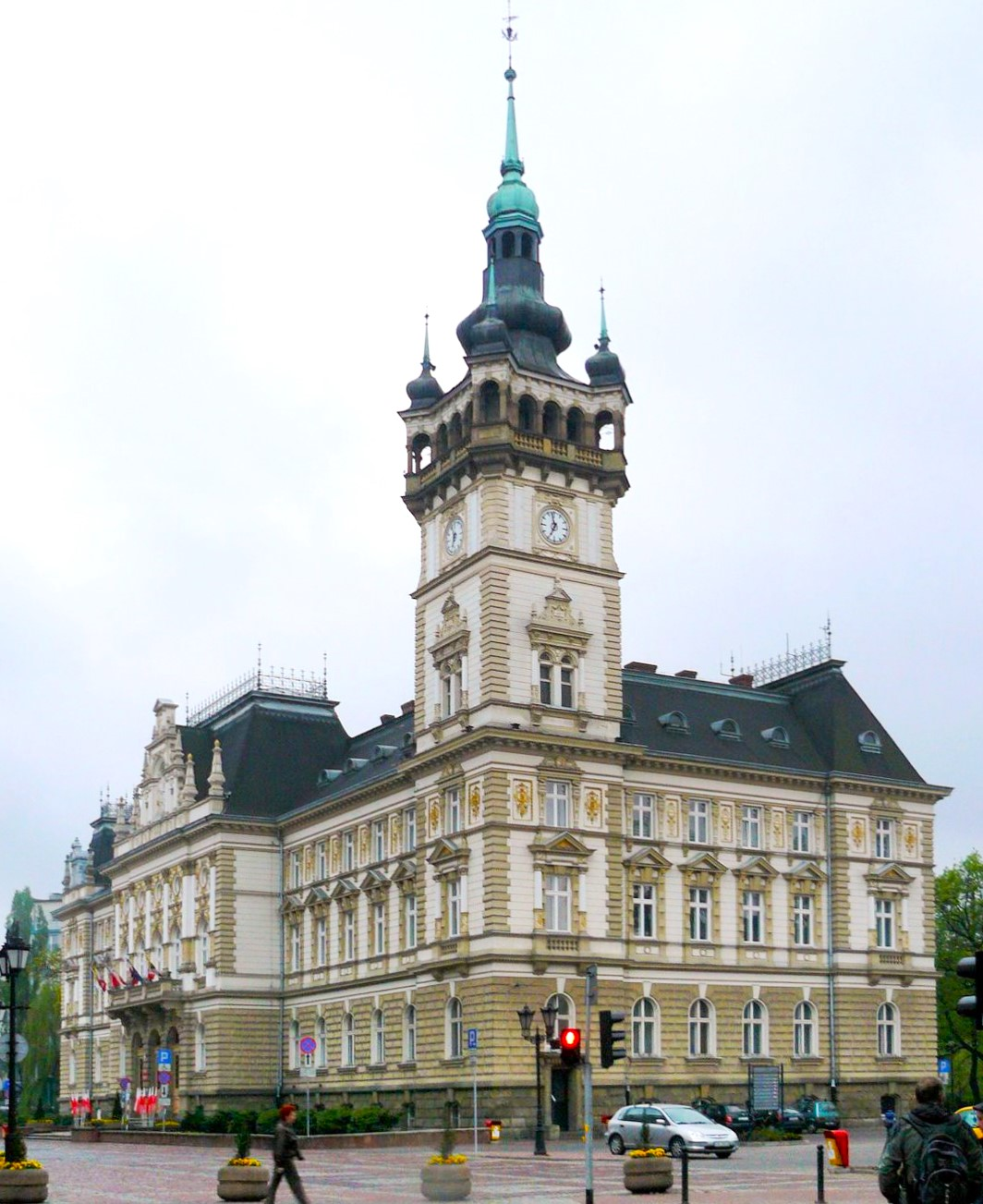
Ratusz w Bielsku-Białej proj. Emanuel Rost jun.
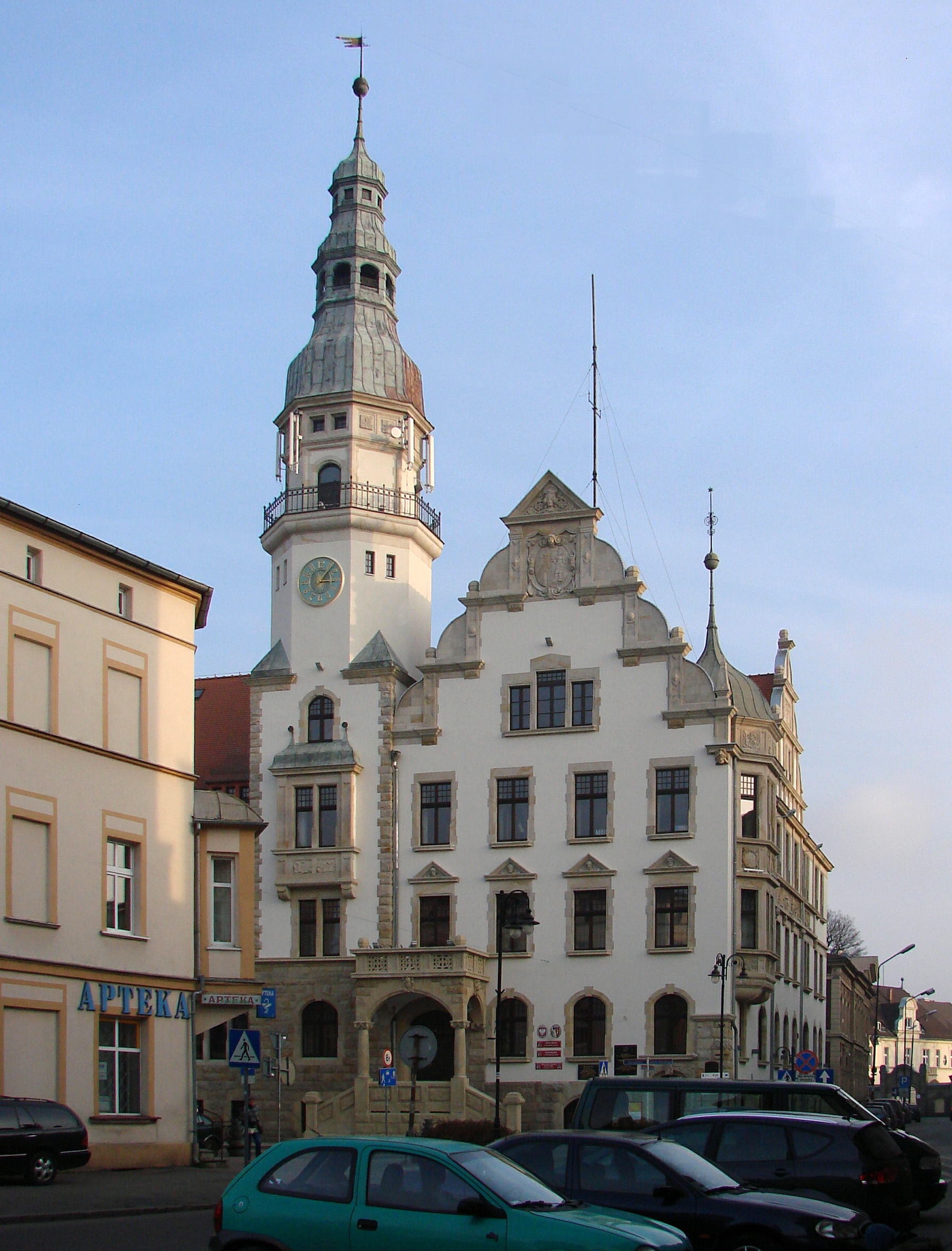
Ratusz w Kamiennej Górze
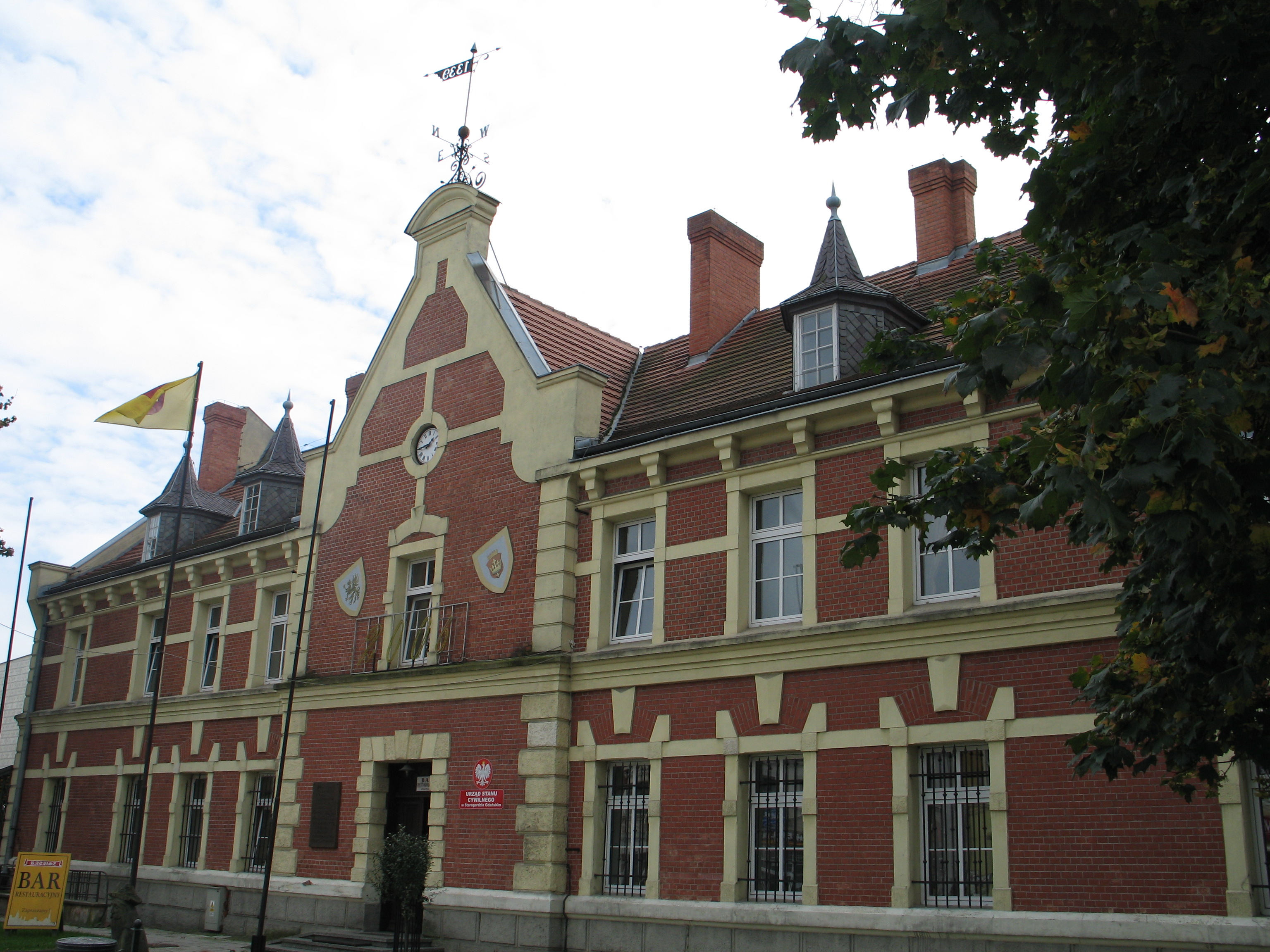
Ratusz w Starogardzie Gdańskim
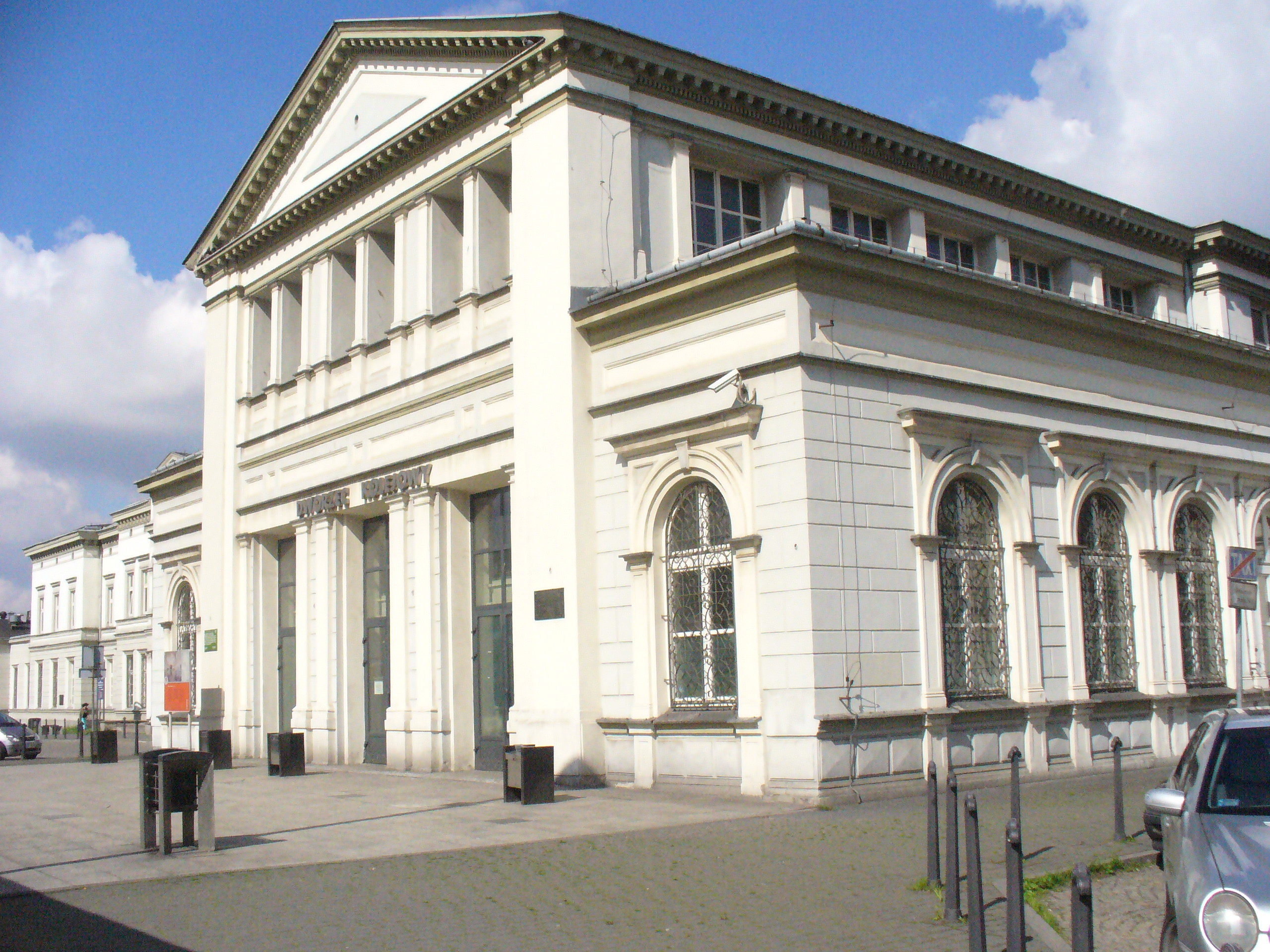
Dworzec kolejowy w Sosnowcu
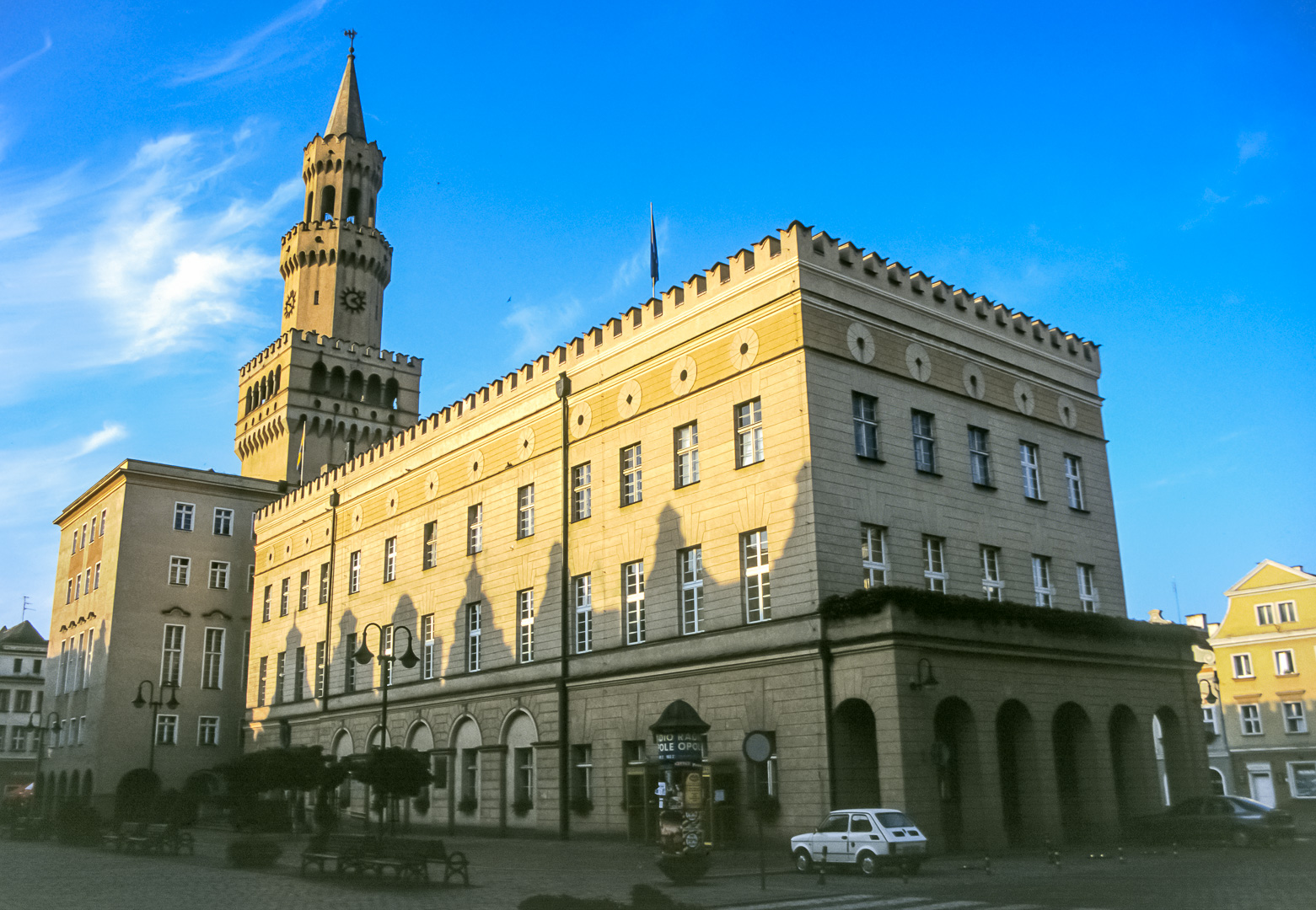
Ratusz w Opolu
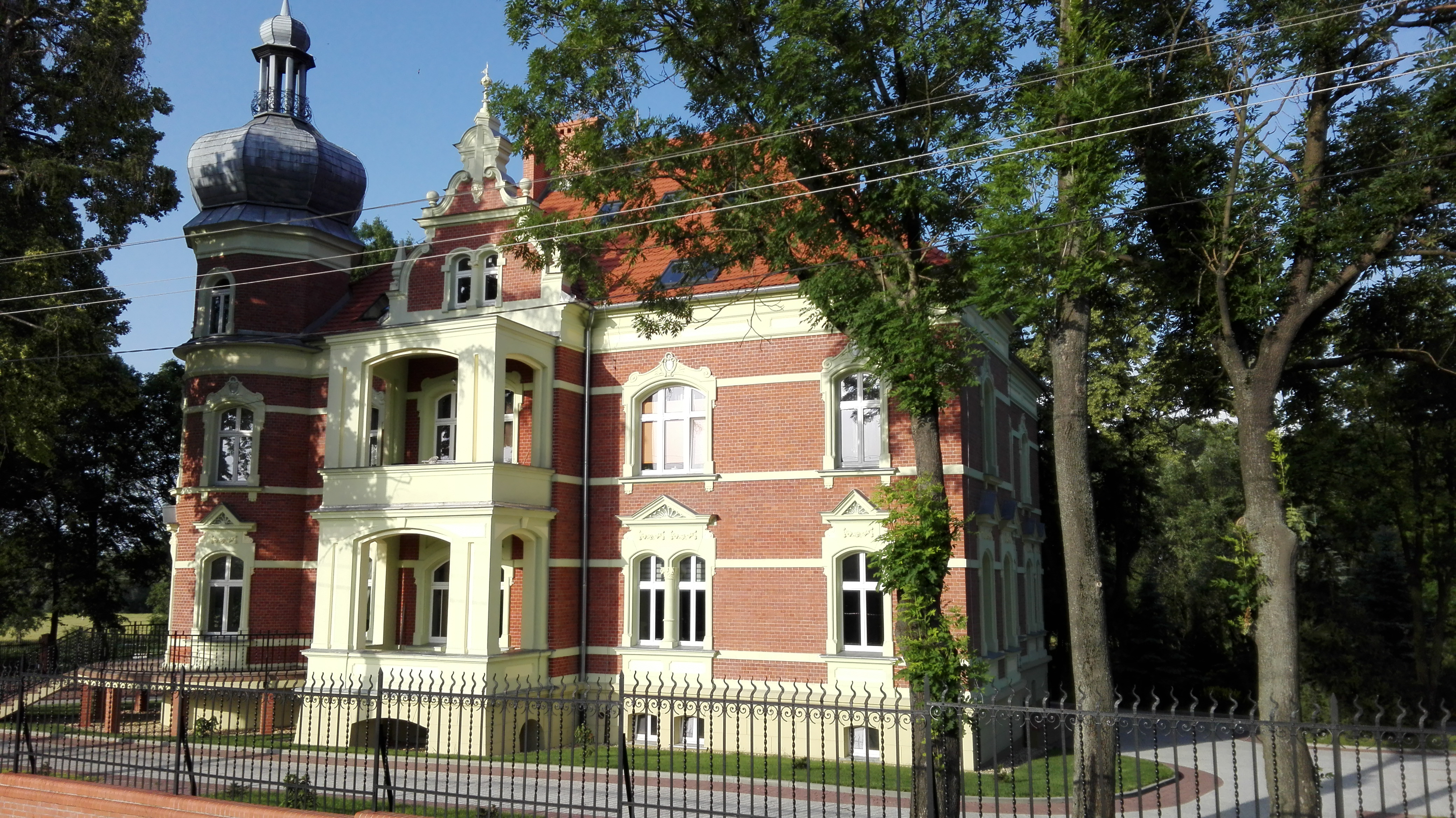
Pałac Fipperów w Prudniku
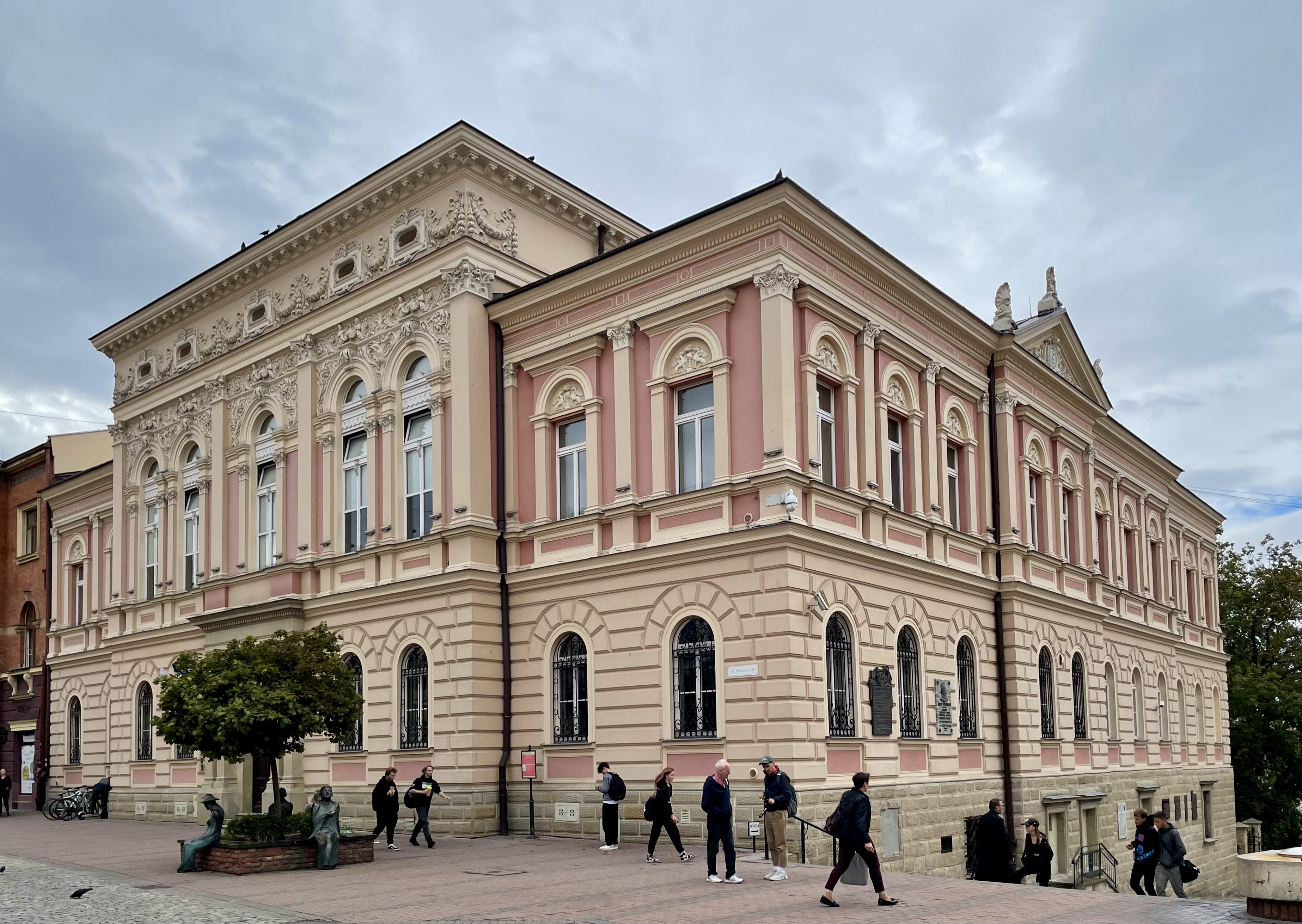
Budynek dawnej Kasy Oszczędności Miasta Tarnowa
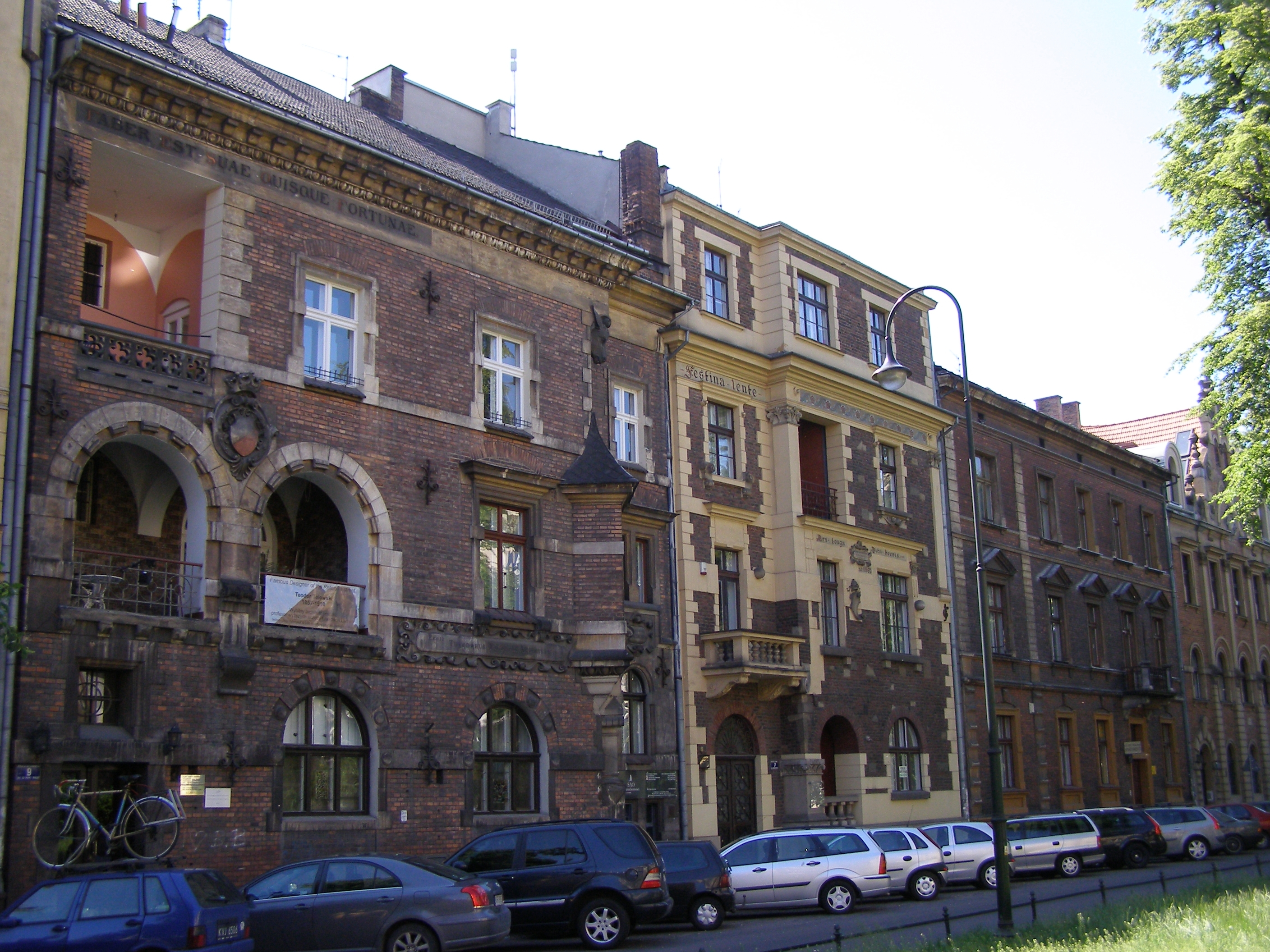
Retoryka kamienice
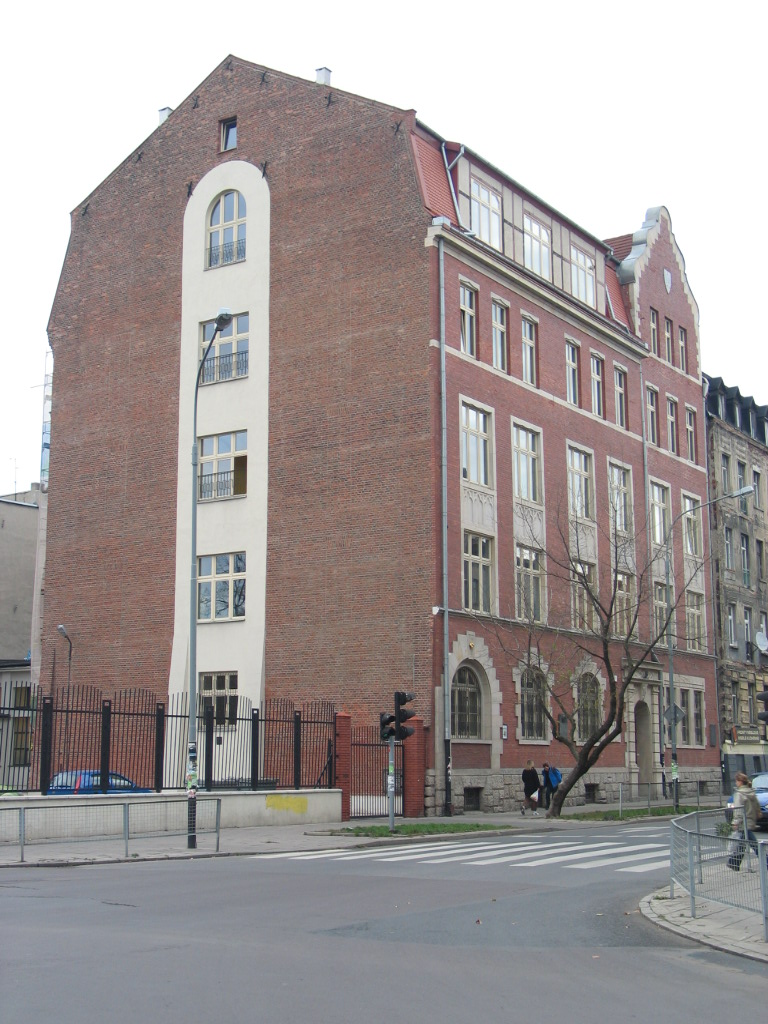
I Liceum Ogólnokształcące im. Mikołaja Kopernika w Łodzi